# Хераклейска Пелагонийска епархия
 Тази статия е за историческата и православната епархия.  За римокатолическата вижте Хераклейска Пелагонийска епархия (Римокатолическа църква).  
Хераклейската Пелагонийска епархия (на гръцки: Επισκοπή Ηρακλείας - Λύγκου) е историческа епархия на Вселенската патриаршия със седалище в македонския град Хераклея Линкестис, Република Македония. Според Мишел льо Киен са известни четирима хераклейски епископи - Евагрий, участник в Сердикийския събор в 343/344 г., Квинтилий, споменат два пъти - като участник на Втория Ефески събор (разбойнически) в 449 и на Халкидонския събор в 451 г., анонимен епископ при император Зенон и Венигн, участник на Петия Вселенски събор в 553 година. Анонимен хераклейски епископ в 479 година предлага подаръци на остготския крал Теодорих, за да не опожарява Хереклея.
На надпис от Хераклея, датиран 550 година има нечетливо име на епископ – Дионисий или Йоан.
Епископи
| Име               | Име                   | Години |
| ----------------- | --------------------- | --- |
| Евагрий           | Ευάγριος              | участник в Сердикийския събор 343/344 г. |
| Квинтилий, Кинтил | Κυιντίλιος, Κυντίλλος | участник на Втория Ефески събор в 449 и на Халкидонския събор в 451 г., подписал „Κυντίλλου ἐπίσκοπου ῾Ηρακλείας ἐπέχοντος τὸν τόπον τοῦ ἁγιωτάτου ἐπισκόπου Θεσσαλονικέων ᾿Αναστασίου“ |
| Анонимен          | Ανώνυμος              | 479, предложил дарове на Теодорих Велики |
| Дионисий или Йоан | Διονύσιος ή Ιωάννης   | 550 |
| Венигн            | Benignus              | участник на Петия Вселенски събор 553 г. |

В 2005 година епархията е възстановена като титулярна епископия от Македонската православна църква с ръкополагането на епископ Климент Хераклейски.